# Cassagnoles (Hérault)
Cassagnoles (okzitanisch: Cassinhòlas) ist eine französische Gemeinde mit 109 Einwohnern (Stand: 1. Januar 2022) im Département Hérault in der Region Okzitanien. Sie gehört zum Arrondissement Béziers und zum Kanton Saint-Pons-de-Thomières. Die Einwohner werden Cassagnolais genannt.

## Lage
Die Gemeinde Cassagnoles liegt im Südopsten der Montagne Noire an der Grenze zu den Départements Tarn und Aude, etwa 28 Kilometer nordöstlich von Carcassonne. Hier entspringt die Cesse. Umgeben wird Cassagnoles von den Nachbargemeinden Lacabarède im Norden, Ferrals-les-Montagnes im Nordosten und Osten, La Livinière im Südosten, Félines-Minervois im Süden und Südwesten sowie Lespinassière im Westen und Nordwesten. Das Gemeindegebiet gehört zum Regionalen Naturpark Haut-Languedoc.

## Bevölkerungsentwicklung

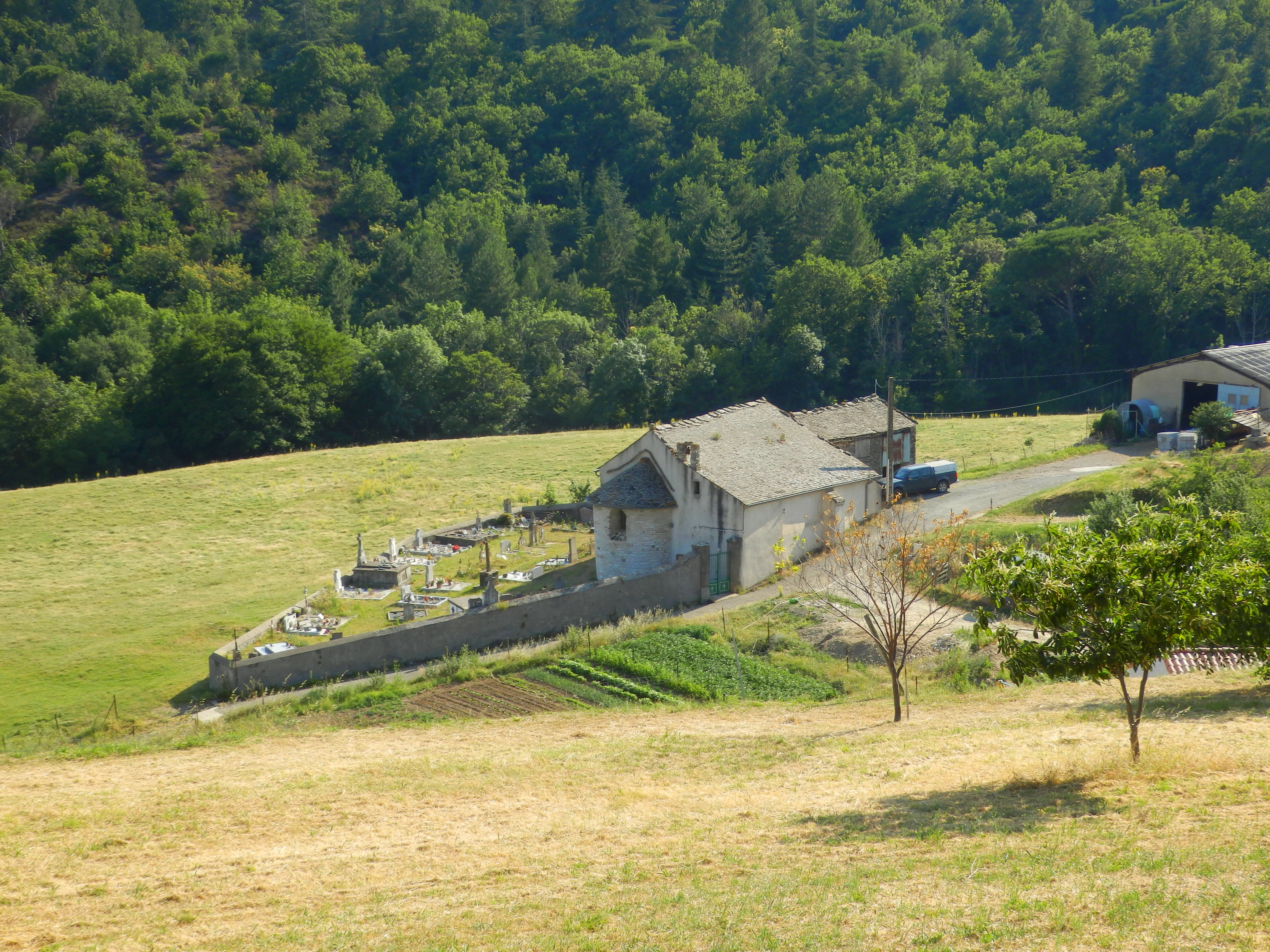
Kirche Mariä Himmelfahrt

| Jahr                       | 1962 | 1968 | 1975 | 1982 | 1990 | 1999 | 2010 | 2020 |
| Einwohner                  | 158  | 151  | 127  | 97   | 91   | 79   | 92   | 110  |
| Quellen: Cassini und INSEE |      |      |      |      |      |      |      |      |